# Henri Léon Lebesgue

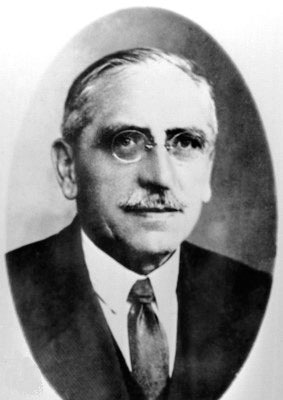
Henri Léon Lebesgue

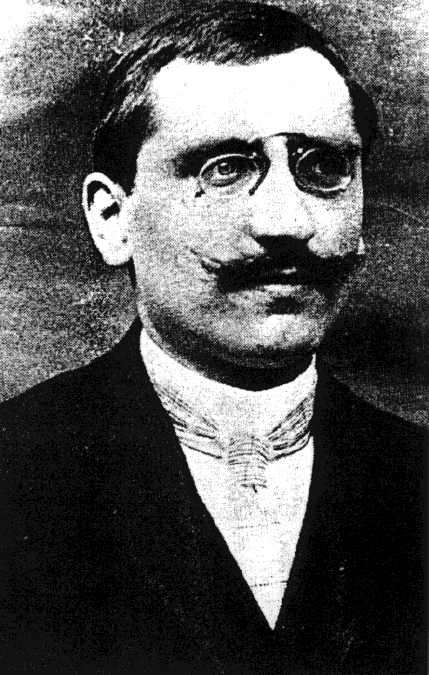
Henri Léon Lebesgue

Henri Léon Lebesgue [ɑ̃ʁiː leɔ̃ ləˈbɛg]  (* 28. Juni 1875 in Beauvais; † 26. Juli 1941 in Paris) war ein französischer Mathematiker.
Er erweiterte den Integralbegriff und begründete damit die Maßtheorie. Nach ihm benannt sind das Lebesgue-Maß und das Lebesgue-Integral. Das Lebesgue-Maß verallgemeinerte die vorher verwendeten Maße (wie das Jordan-Maß) und wurde ebenso wie das dazugehörige Lebesgue-Integral bald zum Standardwerkzeug in der reellen Analysis.

## Leben
Henri Lebesgue verlor seinen Vater, einen Setzer, früh durch Tuberkulose und konnte nur dank der Unterstützung seiner hart arbeitenden Mutter höhere Schulen besuchen, auf denen er ausgezeichnete Zensuren erhielt. Er studierte von 1894 bis 1897 an der École normale supérieure und unterrichtete 1899–1902 als Gymnasiallehrer in Nancy. Dort gelang ihm auch die Entdeckung des nach ihm benannten Integrals (Sur une généralisation de l’intégrale définie, Comptes Rendus 1901). Nachdem er darüber auch 1902 (Intégrale, Longueur, Aire, Annali di Mathematica) promovierte, erhielt er seine erste Universitätsstelle in Rennes. 1906 erhielt er eine Professur für Mechanik in Poitiers. In Anerkennung seiner Leistungen hielt er währenddessen aber schon Kurse am Collège de France, aus denen die Bücher Leçons sur l’intégration et la recherche des fonctions primitives (1904) und Leçons sur les séries trigonométriques (1906) hervorgingen. 1910 erhielt er eine Assistentenstelle an der Sorbonne, wo er 1918 Professor wurde. Ab 1921 wurde er Professor am Collège de France. 1920 wurde er auswärtiges Mitglied der Königlich Dänischen Akademie der Wissenschaften, 1922 Mitglied der Académie des sciences und 1924 Ehrenmitglied der London Mathematical Society. Die Académie royale des Sciences, des Lettres et des Beaux-Arts de Belgique nahm ihn 1931 als assoziiertes Mitglied auf.
Lebesgue war von 1903 bis 1916 verheiratet und hatte zwei Kinder. Der Mondkrater Lebesgue und der Asteroid (26908) Lebesgue sind nach ihm benannt. 1919 war er Präsident der Société Mathématique de France.

## Leistungen

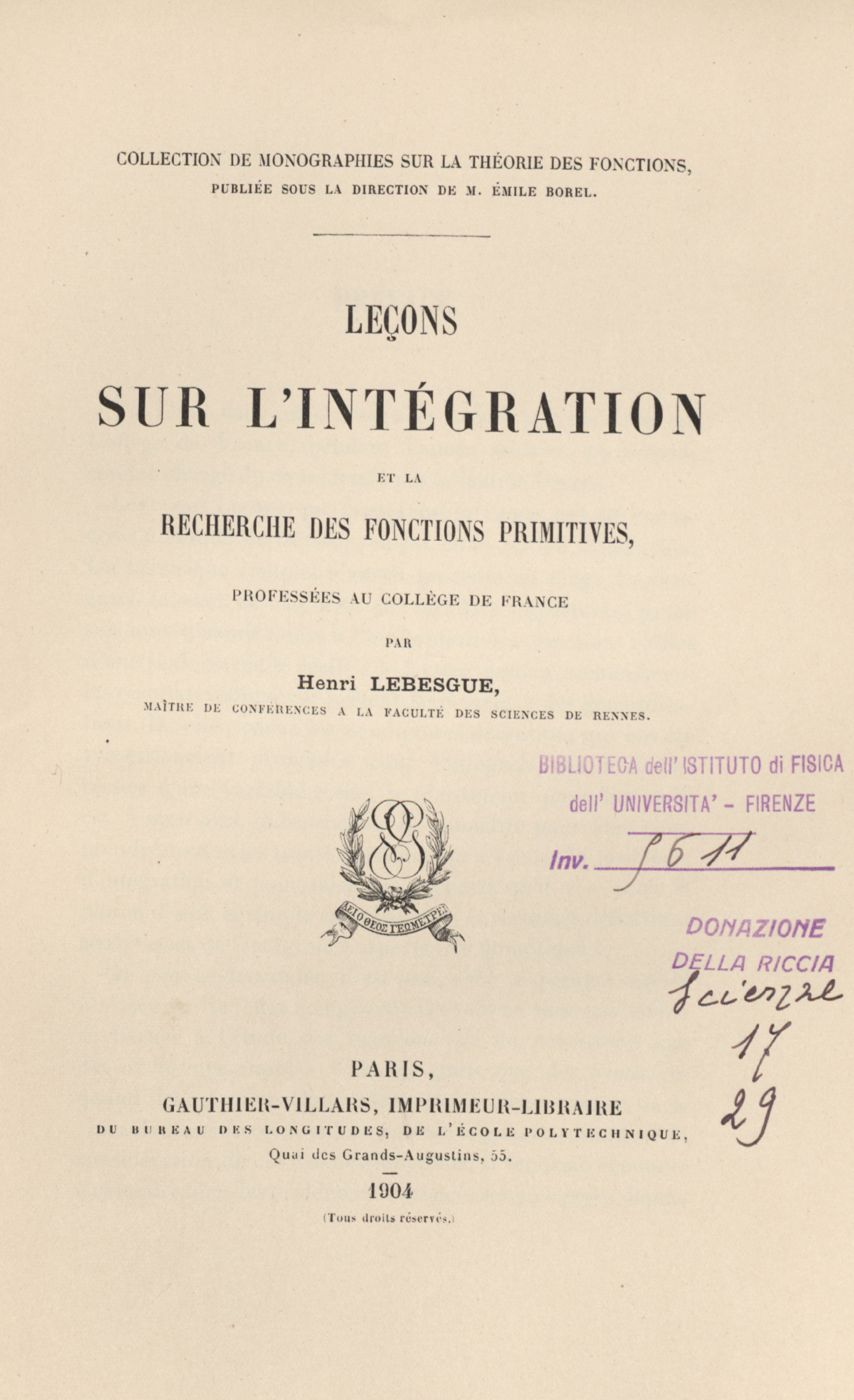
Leçons sur l’integration et la recherche des fonctions primitives, 1904

Die Wichtigkeit der Lebesgueschen Ideen liegt darin, dass seine Integrationstheorie (die des Lebesgue-Integrals) eine Reihe nützlicher Eigenschaften hat, die dem Riemann-Integral fehlten (etwa Vollständigkeit). Viele grundlegende Sätze auf diesem Gebiet stammen von ihm, so zum Beispiel der Satz von Lebesgue. Neben seiner Integrationstheorie arbeitete er außerdem an Fourierreihen, Potentialtheorie und anderen Problemen der Analysis. Außerdem beschäftigte er sich mit Geometrie und der Geschichte der Mathematik. Auch die Lebesgue’sche Überdeckungsdimension ist mit seinem Namen verbunden.